# Провулок Павла Дзяковича
Вулиця Павла Дзяковича — вулиця в Мелітополі. Починається виїздом з вулиці Павла Дзяковича, далі слідує паралельно їй і закінчується перехрестям з вулицею Олександра Тишлера. Забудований приватними будинками.

## Назва
Провулок названий на честь Павла Каетановича Дзяковича (1850-1911), першого дослідника історії Мелітопольщини.
Поруч знаходиться однойменна вулиця Павла Дзяковича.

## Історія
Вперше згадується 17 січня 1939 року як Сталінський провулок (або провулок Сталіна).
8 грудня 1961 року перейменований на провулок Комунарів, на честь учасників Паризької комуни (1871).
В 2016 року в ході декомунізації перейменований на провулок Павла Дзяковича.
7 квітня 2023 року, під час Російського вторгнення в Україну, російська окупаційна влада Мелітополя видала наказ про перейменування провулка на провулок 58-ї Армії, на честь російської армії, яка брала участь в окупації півдня України.